# Fort Henry
Fort Henry was een fort (een vijfzijdig open aardewerk bastion) aan de oostzijde van de rivier de Tennessee in de Verenigde Staten van Amerika. Het werd in 1861 gebouwd onder leiding van generaal Bushrod R. Johnson met de bedoeling verkeer vanaf de rivier te stoppen. Ulysses Grant kon het fort gemakkelijk innemen.
Tegenwoordig wordt het gebied beheerd als onderdeel van Land Between the Lakes National Recreation Area, een nationaal recreatiegebied opgericht in 1963.